# Johann Jakob Bachofen
Johann Jakob Bachofen (Basilea, 22 dicembre 1815 – Basilea, 25 novembre 1887) è stato un giurista, storico e antropologo svizzero, noto per la sua teoria sul matriarcato.

## Biografia
Proveniente da un'importante famiglia di ricchi imprenditori, studiò dapprima nella sua città natale di Basilea, quindi a Berlino (1835-1837) e Gottinga (1837-1838), dove incontrò maestri come August Boeckh, Leopold von Ranke e Friedrich Carl von Savigny. Completò la sua formazione con viaggi di studio a Parigi e Cambridge. Ritornato in patria fu attivo per un breve periodo come professore di diritto romano all'Università di Basilea (dal 1841 al 1843) nonché deputato presso il parlamento cantonale (dal 1844 al 1845).
Di più lunga durata fu invece la sua carriera di giudice, prima presso il Tribunale criminale (dal 1841 al 1844) e poi al Tribunale d'appello (dal 1844 al 1866). Tra il 1840 e il 1848 pubblicò le prime opere. Si tratta di tradizionali studi di diritto romano che ebbero una buona eco nel mondo accademico. Completamente diverso fu invece il destino delle successive opere, basate sulle sue vastissime conoscenze filologiche e archeologiche, le quali, pur apprezzate da antropologi come Henry Lewis Morgan e John Ferguson Mc Lennan, suscitarono un profondo ostracismo da parte dei filologi e degli storici accademici della sua epoca.
Dopo alcuni cruciali viaggi in Italia e in Grecia, fu con il Saggio sul simbolismo funerario degli antichi (1859), che Bachofen gettò le fondamenta metodologiche del suo lavoro, incentrate sulla definizione del concetto di simbolo "riposante in sé stesso"; quest'ultimo, non rappresentando altro che sé stesso, attinge alla verità metafisica che trova nella storia la sua concreta incarnazione. Con l'opera Il diritto materno, nota anche come Il matriarcato (1861), Bachofen concretizzò meglio il suo discorso, declinando, mediante lo studio di simboli e miti, quella che egli riteneva l'essenza primordiale della dialettica storica, ovvero l'alternanza di fasi matriarcali e patriarcali. Si tratta di teorie che egli riprese e approfondì in altre importanti opere come Il popolo licio (1862), La Saga di Tanaquilla (1870), concepita all'origine come risposta all'avversata Storia romana del Mommsen, e infine le Lettere antiquarie (1880-1886).
Secondo la sua concezione storiografica, i primordi della storia umana sono caratterizzati da una successione di fasi in cui dapprima sarebbe prevalso l'elemento materno (e con esso i simbolismi della terra e dell'acqua, il diritto naturale, la promiscuità sessuale, la comunità dei beni) e in seguito quello paterno (e con esso i simbolismi celesti, il diritto positivo, la monogamia, la proprietà privata). Il passaggio tra queste fasi sarebbe avvenuto attraverso momenti di potere violento delle donne (amazzonismo), dapprima in quanto ribellione alla supremazia fisica del maschio nei primordi della civiltà e poi come degenerazione della fase classica del matriarcato cosiddetto demetrico, visto da Bachofen come "poesia della storia", ordinato come sarebbe stato secondo le pacifiche ed eque leggi della madre terra.
Queste teorie hanno ispirato gran parte delle più valide ricerche moderne su questi temi: la loro rivalutazione è stata operata sia da destra (Ludwig Klages, Alfred Baeumler, Julius Evola), in sintonia del resto con l'ideologia decisamente conservatrice di Bachofen, sia da sinistra (innanzitutto Walter Benjamin, ma già Karl Marx e Friedrich Engels). Di grande rilievo è stata anche la sua recezione in campo psicoanalitico, sin da Freud e Jung, ma poi soprattutto con gli studi di Erich Neumann, Wilhelm Reich ed Erich Fromm. La tematica matriarcale è stata non da ultimo ripresa in recenti studi di stampo femminista, che hanno tentato di rivalutare la consistenza storica delle ipotesi bachofeniane, riconoscendo in esse un valido strumento per fondare una progettualità sociopolitica alternativa, centrata su valori e caratteri tipicamente femminili che il grande studioso basilese ha saputo mettere in evidenza con indubbio spirito pionieristico.

## Opere in italiano
- Il popolo licio, Sansoni, Firenze 1943, Mimesis, Milano 2015
- Il matriarcato. Ricerca sulla ginecocrazia nel mondo antico nei suoi aspetti religiosi e giuridici, 2 voll., a cura di Giulio Schiavoni, Giulio Einaudi editore, Torino 1988.
- Il simbolismo funerario degli antichi, a cura di Mario Pezzella, presentazione di Arnaldo Momigliano, Guida editori, Napoli 1989.
- Diritto e storia. Scritti sul matriarcato, l'antichità e l'Ottocento, a cura di Maurizio Ghelardi e Andreas Cesana, Marsilio, Venezia 1990.
- Paesaggi dell'Italia centrale, traduzione e prefazione di Umberto Colla, La Torre d'avorio, Fogola Editore, Torino, Prima edizione ottobre 1991.
- Viaggio in Grecia, a cura di Andreas Cesana, Marsilio, Venezia 1993.
- La dottrina dell'immortalità della Teologia orfica, Introduzione, traduzione e note di Giorgio Colla, BUR, Milano, Prima Edizione 2003.
- Le Madri e la virilità olimpica. Studi sulla storia segreta dell'antico mondo mediterraneo, Introduzione di Julius Evola, Bocca, Milano 1949.
- Le Madri e la virilità olimpica. Studi sulla storia segreta dell'antico mondo mediterraneo, a cura di J. Evola, con postfazione di U. Colla, Edizioni di Ar, collana Paganitas, Padova, 2009.
- Le Madri e la virilità olimpica. Storia segreta dell'antico mondo mediterraneo a cura e con un saggio di Julius Evola, premessa di Giampiero Moretti Edizioni Mediterranee Roma, 2010 ISBN 978-88-272-20795
- Il matriarcato. Ricerca sulla ginecocrazia nel mondo antico nei suoi aspetti religiosi e giuridici, 2 voll., a cura di Giulio Schiavoni, seconda ed. aggiornata, Giulio Einaudi editore, Nuova PBE, Torino 2016.